# Shahrokh Sjah Afshar
Shahrokh Sjah Afshar (Perzisch: شاهرخ) (ca. 1730 – 1796) was de vierde en laatste sjah van de Afshariden, een door zijn grootvader Nader gestichte dynastie die korte tijd heerste over het gebied dat nu Iran, Turkmenistan, Afghanistan, Pakistan, Azerbeidzjan, Armenië en Tadzjikistan is. Shahrokh regeerde van 1748 tot zijn dood in 1796. Zijn voorganger was Ebrahim Sjah Afshar. 